# Lămășeni
Lămășeni – wieś w Rumunii, w okręgu Suczawa, w gminie Rădășeni. W 2011 roku liczyła 1107 mieszkańców. 